# Marcin Marciniszyn
Marcin Marciniszyn (Bystrzyca Kłodzka, 7 september 1982) is een Poolse sprinter, die is gespecialiseerd in de 400 m. Hij werd meervoudig Pools kampioen op deze discipline. Op grote toernooien werd hij meestal uitgeschakeld in de voorrondes (EK indoor 2005, WK 2005, WK 2007, WK 2009, OS 2012) of de halve finale (WK indoor 2006, EK 2006, EK 2010, WK 2011) op deze discipline. Zijn grootste prestaties behaalde hij op de 4 x 400 m estafette.
Zijn eerste succes behaalde hij in 2005 door op de Universiade in het Turkse İzmir een gouden medaille te winnen op de 4 x 400 m estafette in 3.02,57. Op de wereldkampioenschappen atletiek 2007 in Osaka won hij met zijn teamgenoten Marek Plawgo, Daniel Dąbrowski en Kacper Kozłowski een bronzen medaille op de estafetteloop. Met een tijd van 3.00,05 eindigden ze achter de estafetteploegen uit de Amerika (goud; 2.55,56) en de Bahama's (zilver; 2.59,18). Individueel sneuvelde hij op de 400 m al in de voorrondes met een tijd van 45,83 seconden.
Hij is aangesloten bij Śląsk Wrocław in Wrocław.

## Titels
- Pools kampioen 400 m (outdoor) - 2004, 2005, 2006, 2007
- Pools kampioen 400 m (indoor) - 2006

## Persoonlijke records
Outdoor
| Onderdeel | Prestatie | Datum            | Plaats      |
| --------- | --------- | ---------------- | ----------- |
| 100 m     | 10,76     | 21 juli 2012     | Szczecin    |
| 200 m     | 21,07 s   | 6 augustus 2011  | Czestochowa |
| 300 m     | 33,20 s   | 17 mei 2009      | Poznań      |
| 400 m     | 45,27 s   | 12 augustus 2011 | Bydgoszcz   |

Indoor
| Onderdeel | Prestatie | Datum            | Plaats |
| --------- | --------- | ---------------- | ------ |
| 400 m     | 46,64 s   | 26 februari 2006 | Spala  |

## Palmares

### 400 m
- 2005: 3e in serie EK indoor - 46,89
- 2005: 4e in serie WK - 45,97
- 2006: 4e in ½ fin. WK indoor - 46,97
- 2006: 7e in ½ fin. EK - 45,96
- 2007: 6e in serie WK - 45,83
- 2009: 5e EK team - 46,22
- 2009: 4e in serie WK - 45,77
- 2010: 3e in serie WK indoor - 47,23
- 2010: 4e in ½ fin. EK - 45,58
- 2011: 6e in ½ fin. WK - 45,94
- 2012: 7e EK - 46,46
- 2012: 6e in serie OS - 46,35

### 4 x 400 m estafette
- 2001:  EJK a- 3.06,12
- 2002: DSQ EK
- 2003: 4e WK indoor - 3.06,61
- 2004: 5e in kwal. OS - 3.03,69
- 2005: DSQ EK indoor
- 2005: 5e WK - 3.00,58
- 2005:  Universiade - 3.02,57
- 2006:  WK indoor - 3.04,67
- 2007:  EK indoor - 3.08,14
- 2007:  WK - 3.00,05
- 2009:  EK indoor - 3.07,04
- 2009: 5e WK - 3.02,23
- 2010: kwal. WK indoor - 3.09,86
- 2010: 5e EK - 3.03,42
- 2011: 5e EK indoor - 3.09,31
- 2011: kwal. WK - 3.01,84
- 2012: 6e WK indoor - 3.11,86
- 2012: 4e EK - 3.02,37
- 2012: 5e OS - 3.02,86